# Darko Đukić
Darko Đukić, cyr. Дарко Ђукић (ur. 11 grudnia 1994 w Niszu) – serbski piłkarz ręczny, prawoskrzydłowy, od 2018 zawodnik Mieszkowa Brześć.

## Kariera sportowa
Wychowanek serbskiego RK Železničar. W 2014 przeszedł do macedońskiego Metalurga Skopje. W sezonie 2014/2015 rozegrał w Lidze SEHA 15 meczów i zdobył 31 bramek. Zagrał ponadto w 10 spotkaniach Ligi Mistrzów, w których rzucił sześć goli. W 2015 został zawodnikiem Beşiktaşu, z którym zdobył mistrzostwo Turcji i Puchar Turcji. W sezonie 2015/2016, w którym w 14 meczach Ligi Mistrzów zdobył 87 bramek, w tym jedenaście w rozegranym 20 lutego 2016 przegranym spotkaniu z Paris Saint-Germain Handball (28:40), został wybrany przez kibiców najlepszym młodym zawodnikiem tych rozgrywek.
W lipcu 2016 został graczem Vive Kielce, z którym podpisał czteroletni kontrakt. W sezonie 2016/2017, w którym rozegrał w Superlidze 31 meczów i rzucił 104 gole, wywalczył z kieleckim klubem mistrzostwo Polski. Zdobył też Puchar Polski, a w Lidze Mistrzów w 16 spotkaniach rzucił 39 goli. W sezonie 2017/2018, w którym wystąpił w 32 meczach i zdobył 115 bramek, ponownie wywalczył mistrzostwo Polski. Ponadto rozegrał 18 meczów w Lidze Mistrzów, w których rzucił 35 goli.
W lipcu 2018 został zawodnikiem białoruskiego Mieszkowa Brześć, z którym podpisał dwuletni kontrakt.
W 2012 wziął udział w mistrzostwach Europy U-18 w Austrii, w których zdobył 27 goli. W 2014 uczestniczył w mistrzostwach Europy U-20 w Austrii, w których rzucił 39 bramek, zajmując 7. miejsce w klasyfikacji najlepszych strzelców turnieju. W 2015 wystąpił na mistrzostwach świata U-21 w Brazylii, podczas których rozegrał siedem spotkań i zdobył 30 bramek.
W reprezentacji seniorów zadebiutował w 2012. W 2016 wystąpił z nią na mistrzostwach Europy w Polsce (15. miejsce), rzucając w trzech meczach sześć goli. W 2018 uczestniczył w mistrzostwach Europy w Chorwacji, podczas których rozegrał sześć spotkań i zdobył 10 bramek.

## Sukcesy
Beşiktaş
- Mistrzostwo Turcji: 2015/2016
- Puchar Turcji: 2015/2016

Vive Kielce
- Mistrzostwo Polski: 2016/2017, 2017/2018
- Puchar Polski: 2016/2017, 2017/2018
- 3. miejsce w Super Globe: 2016

Indywidualne
- Najlepszy młody zawodnik Ligi Mistrzów w sezonie 2015/2016 (Beşiktaş)[6]
- 7. miejsce w klasyfikacji najlepszych strzelców mistrzostw Europy U-20 w Austrii w 2014 (39 bramek)[12]

## Statystyki w Vive Kielce
| Klub        | Sezon     | Superliga | Superliga | Superliga | Puchar Polski | Puchar Polski | Puchar Polski | Liga Mistrzów | Liga Mistrzów | Liga Mistrzów | Super Globe | Super Globe | Super Globe | Razem | Razem | Razem |
| Klub        | Sezon     | M         | B         | Śr.       | M             | B             | Śr.           | M             | B             | Śr.           | M           | B           | Śr.         | M     | B     | Śr.   |
| ----------- | --------- | --------- | --------- | --------- | ------------- | ------------- | ------------- | ------------- | ------------- | ------------- | ----------- | ----------- | ----------- | ----- | ----- | ----- |
| Vive Kielce | 2016/2017 | 31        | 104       | 3,4       | 3             | 10            | 3,3           | 16            | 39            | 2,4           | 3           | 14          | 4,7         | 53    | 167   | 3,2   |
| Vive Kielce | 2017/2018 | 32        | 115       | 3,6       | 6             | 29            | 4,8           | 18            | 35            | 1,9           | –           | –           | –           | 56    | 179   | 3,2   |
| Razem       | Razem     | 63        | 219       | 3,5       | 9             | 39            | 4,3           | 34            | 74            | 2,2           | 3           | 14          | 4,7         | 109   | 346   | 3,2   |
| Źródło:     |           |           |           |           |               |               |               |               |               |               |             |             |             |       |       |       |